# Pure Steel Records
Pure Steel Records – niezależna wytwórnia płytowa założona w 2006 r. w mieście Schwarzenberg/Erzgeb przez Kaya Andersa i Andreasa Lorenza. Specjalizuje się w hard rocku i heavy metalu.
W 2011 roku Pure Steel Records przejęła wytwórnię muzyczną Karthago Records. Nie została ona zamknięta, ale jest kontynuowana jako własna wytwórnia muzyczna. Pure Steel Records założyła również kolejne spółki zależne. Ich zadaniem jest specjalizacja w określonych dziedzinach (Hard Rock/Melodic Metal, Progressive, Doom, hard rock, glam metal).
Od 2014 roku sprzedaż płyt jest obsługiwana przez Soulfood Music Distribution, co zapewnia ich dystrybucję na całym świecie.
W grudniu 2008 roku wydała pierwszy oficjalny album z hołdem dla Warlock/ Doro (między innymi Crystal Viper i Sabaton).

## Lista artystów[5]
- Zespoły CD:

As Darkness Dies, Agamendon, Alltheniko, Angband, Artizan, Arctic Flame, A Tortured Soul, Attick Demons, Blazing Rust, Boomerang, Cage, Conjuring Fate, Chimaera, Commandment, Crom, Crystal Tears, Custard, Deathfist, Desert Sin, Destructor, Dragonsfire, Emerald, Enchanter, Eternal Reign, Exxplorer, Eynomia, Fatal Embrace, Firewind, Gorgons Eyes, Helvetest Port, Halloween, Hjallarhorn, Holy Cross, Icy Steel, Ice Vinland, In Solitude, Ivory Tower, Jackal, Lanfear, Mortician, Omen, Overdrive U.K. Pandea, Phantom-X, Power Theory (US band), Primeval Realm, Project Terror, Rage, Razorfist, Salem, Savage Blade, Sencirow, Shadowkeep, Skullview, Split Heaven, Steel Raiser, Stormrider, The Prowlers, Thunderblast, Titan Steele, Trauma, Ursus, Valkyrie's Cry, Warcry, Warrant (German band), Widow, Wolfs Moon, Wretch (US), Zandelle
- Zespoły LP:

Aska, Avenger, Cage, Crescent Shield, Emerald, Fatal Embrace, Pharaoh, Sacred Steel, Salem, Seasons of the Wolf, Shadowkeep, Steel Prophet, Trauma